# 斯维亚日斯克圣母升天修道院
斯维亚日斯克圣母升天修道院（Свия́жский Богоро́дице-Успе́нский мужско́й монасты́рь；世界文化遺產名稱：Assumption Cathedral and Monastery of the town-island of Sviyazhsk）是一处位于俄罗斯岛村斯维亚日斯克的世界文化遗产。这座修道院及其大教堂因其优越的地理位置和建设水平而闻名于世。大教堂内的壁画是东正教壁画中极其罕见的作品。